# Jan Palach
Jan Palach (11 d'agost de 1948 - 19 de gener 1969) va ser un estudiant txec que es va immolar a l'estil bonze com a forma de protesta política.
L'agost de 1968 les tropes del pacte de Varsòvia, conduïdes per la Unió Soviètica, van envair Txecoslovàquia per acabar amb les reformes liberalitzadores del govern d'Alexander Dubček, acabant així amb la primavera de Praga. Com a protesta, Palach es va immolar a la plaça de Wenceslau, a Praga, el 16 de gener de 1969.

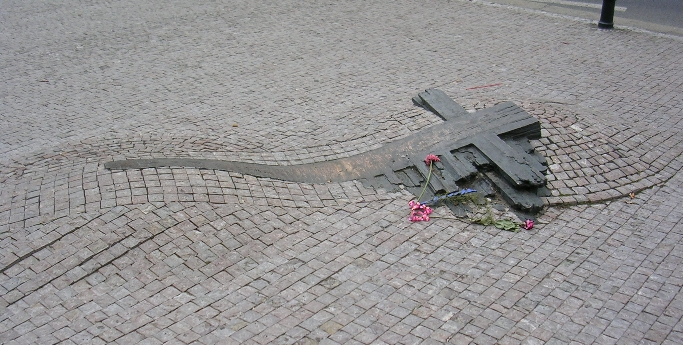
Monument commemoratiu a Jan Palach i Jan Zajíc davant del Museu Nacional

L'enterrament de Palach es va transformar en la protesta més gran en contra de l'ocupació, i un mes més tard, el 25 de febrer, un altre estudiant, Jan Zajíc, es va suïcidar de la mateixa manera en el mateix lloc. A l'abril, Evzen Plocek va fer el mateix a Jihlava.

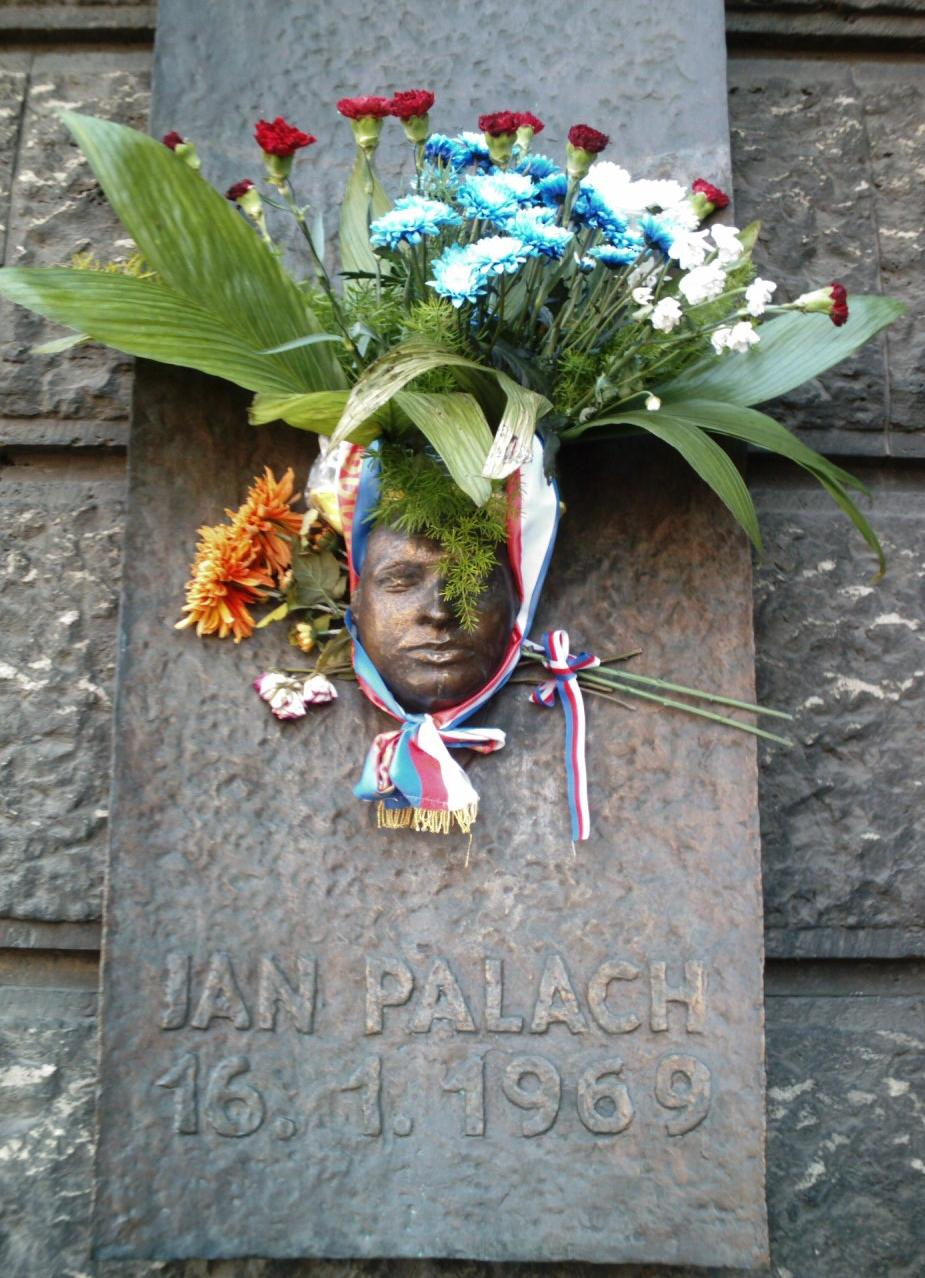
Placa commemorativa a Jan Palach

En el vintè aniversari de la mort de Palach va tenir lloc l'anomenada setmana de Palach. Entre el 15 i el 21 de gener de 1989 es van succeir a Praga diverses manifestacions anticomunistes, reprimides per la policia. El règim cauria onze mesos més tard.
Després, en l'anomenada Revolució de Vellut, es va commemorar Palach i Zajíc amb una creu de bronze incrustada a la vorera, en el lloc en què el primer va caure, a la sortida del Museu Nacional. També es va anomenar una cèntrica plaça en el seu honor (en la qual es troba el Rudolfinum). L'astrònom Luboš Kohoutek va anomenar un asteroide descobert el 22 agost 1969 com a (1834) Palach. Hi ha diversos altres monuments a Jan Palach a Europa.